# Gunnar Nilsson (autóversenyző)
Gunnar Axel Arvid Nilsson (Helsingborg, 1948. november 20. – London, 1978. október 20.) svéd autóversenyző, Formula–1-es pilóta.

## Pályafutása
1975-ben megnyerte a brit Formula–3 bajnokságot. A Formula–1-ben két évet töltött 1976 és 1977 között, mialatt a Lotus csapat pilótájaként 32 versenyen vett részt, de csak 31-en indult. Csapattársa Mario Andretti volt. Egyetlen futamgyőzelmét az 1977-es belga nagydíjon szerezte, ahol megfutotta a leggyorsabb kört is. Az 1978-as szezonra az akkor újonnan alapított Arrowshoz szerződött, de rákot diagnosztizáltak nála, ezért nem tudott több versenyen részt venni. Nem sokkal 30. születésnapja előtt hunyt el egy londoni kórházban. Édesanyja, Elisabeth Nilsson fia emlékére hozta létre a Gunnar Nilsson Rákalapítványt (The Gunnar Nilsson's Cancer Foundation).

## Eredményei

### Teljes Formula–1-es eredménylistája
(Táblázat értelmezése)

(Félkövér: pole-pozícióból indult; dőlt: leggyorsabb kört futott) 

| Év   | Csapat | 1      | 2      | 3      | 4     | 5      | 6      | 7      | 8      | 9      | 10    | 11     | 12     | 13     | 14     | 15     | 16     | 17     | Csapat | Helyezés | Pont |
| ---- | ------ | ------ | ------ | ------ | ----- | ------ | ------ | ------ | ------ | ------ | ----- | ------ | ------ | ------ | ------ | ------ | ------ | ------ | ------ | -------- | ---- |
| 1976 | Lotus  | BRA    | RSA Ki | USW Ki | ESP 3 | BEL Ki | MON Ki | SWE Ki | FRA Ki | GBR Ki | GER 5 | AUT 3  | NED Ki | ITA 13 | CAN 12 | USE Ki | JPN 6  |        | Lotus  | 10.      | 11   |
| 1977 | Lotus  | ARG Ni | BRA 5  | RSA 12 | USW 8 | ESP 5  | MON Ki | BEL 1  | SWE 19 | FRA 4  | GBR 3 | GER Ki | AUT Ki | NED Ki | ITA Ki | USE Ki | CAN Ki | JPN Ki | Lotus  | 8.       | 20   |

## Külső hivatkozások
- Profilja a grandprix.com honlapon (angolul)
- Profilja a statsf1.com honlapon (angolul)